# Gökçeali, Piraziz
Gökçeali là một xã thuộc huyện Piraziz, tỉnh Giresun, Thổ Nhĩ Kỳ. Dân số thời điểm năm 2011 là 456 người.